# Jan van Beveren
Jan van Beveren (ur. 5 marca 1948 w Amsterdamie, zm. 26 czerwca 2011 w Beaumont) – holenderski piłkarz grający na pozycji bramkarza. W reprezentacji Holandii rozegrał 32 mecze. Przez dziesięć lat był zawodnikiem PSV Eindhoven. Trzykrotnie triumfował z nim w rozgrywkach o mistrzostwo kraju i raz w Pucharze UEFA.

## Sukcesy piłkarskie
- Mistrzostwo Holandii 1975, 1976 i 1978
- Puchar Holandii 1974 i 1976
- Puchar UEFA 1978 z PSV Eindhoven

W reprezentacji Holandii od 1967 do 1977 roku rozegrał 32 mecze.